# Köpke
Köpke (Schreibweise auch Kopke, Koepke, Köppke, Köpcke oder Köbke) ist ein deutscher Familienname.

## Herkunft und Bedeutung
Der Name ist vor allem in Norddeutschland, und hier insbesondere in den ehemaligen Hansestädten (Kiel, Hamburg …), verbreitet. Der Wortstamm Kop- ist eine Kurzform von Jakob, die Endung -ke oder -cke ist eine norddeutsche Form des Patronyms (Vaternamens). Köpke bedeutete also ursprünglich Kind/Sohn von Jakob.
Als Schutzpatron der Familie wurde häufig der heilige Jakob gewählt. Dementsprechend finden sich manchmal St. Jakob oder dessen Symbole (Jakobsmuschel …) in Familienwappen.
Seltener ist die Herkunft abgeleitet von ndt. Köppe „Trinkbecher/Tasse“. Vgl. auch Kopp (Familienname).

## Namensträger
- Andreas Köpke (* 1962), deutscher Fußballspieler
- Balthasar Köpke (1646–1711), evangelischer Theologe
- Christian Köpke (* 1984), deutscher Schachspieler
- Christiane Köpke (* 1956), deutsche Ruderin
- Christoph Köpke (* 1947), deutscher Manager
- Claus Köpke (1831–1911), deutscher Bauingenieur und Wissenschaftler
- David Heinrich Köpke (1677–1731), deutscher lutherischer Theologe, Bibliothekar, Rektor der Universität Rostock, siehe David Heinrich Köpken
- E. O. Köpke (Ernst Otto Köpke; 1914–2009), deutscher Maler, Glasmaler, Schöpfer von Kirchenfenstern und großflächigen Mosaiken
- Elena Köpke (* 1984), deutsche Schachspielerin
- Ernst Siegfried Köpke (1813–1883), deutscher Pädagoge und Philologe
- Friedrich Karl Köpke (1785–1865), deutscher Germanist und Lehrer
- Fritz Köpke (1902–1991), deutscher Leichtathlet
- Gerhard Köpke (1873–1953), deutscher Konsular- und Ministerialbeamter im Auswärtigen Dienst
- Gisela Köpke (* 1947), deutsche Leichtathletin, siehe Gisela Ahlemeyer
- Gustav Köpke (1773–1837), deutscher Pädagoge, Philologe und Theologe
- Hans Köpke (1911–1944), deutscher Widerstandskämpfer und NS-Opfer
- Jörg Köpke (1941–2021), deutscher General
- Jörg Köpke (Journalist) (* 1967), deutscher Historiker, Journalist, Autor und Rechtsextremismusexperte
- Karl Köpke (Politiker) (1926–1997), deutscher Politiker (SPD), MdL
- Karl Köpke (MfS-Mitarbeiter) (* 1927), deutscher Oberst des MfS der DDR
- Kjell Köpke (* 1987), deutscher Handballspieler
- Klaus Köpke (1939–2018), deutscher Architekt
- Lutz Köpke (* 1954), deutscher Physiker und Hochschullehrer
- Martin Köpke (1845–1918), deutscher General der Infanterie
- Pascal Köpke (* 1995), deutscher Fußballspieler
- Ralf Köpke (* 1961), Bürgermeister Neukirchen-Vluyn (parteilos)
- Reinhold Köpke (1839–1915), deutscher Altphilologe, Gymnasiallehrer und Ministerialbeamter
- Robert Koepke (1893–1968), deutscher Maler und Grafiker
- Rolf Köpke (* 1949), deutscher Landespolitiker (Hamburg, SPD)
- Rudolf Köpke (1813–1870), deutscher Historiker
- Sascha Köpke (* 1966), deutscher Pflegewissenschaftler und Hochschullehrer
- Wilfried Köpke (* 1962), deutscher Journalist, Autor und Hochschullehrer
- Wolfgang Köpke (* 1953), deutscher General
- Wulf Köpke (Germanist) (1928–2010), deutsch-US-amerikanischer Germanist
- Wulf Köpke (Ethnologe) (* 1952), deutscher Ethnologe